# Altmühlzuleiter

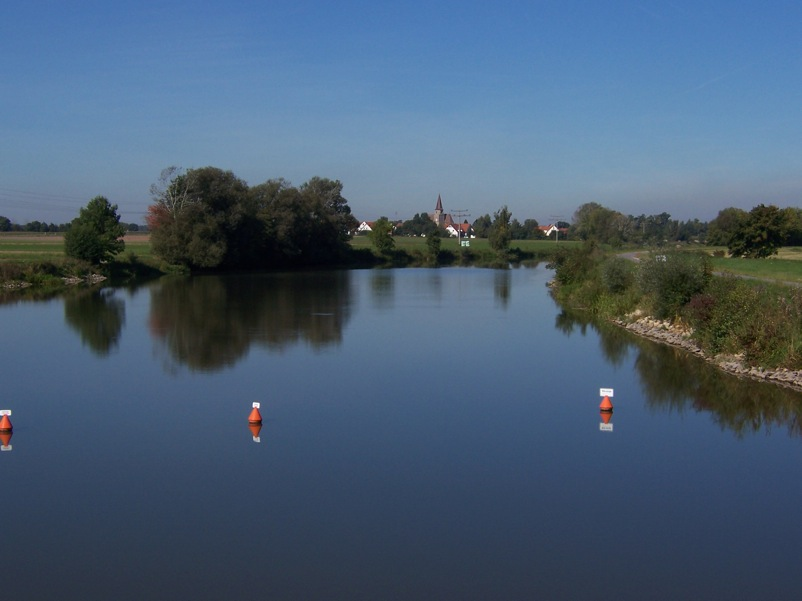
Altmühlzuleiter bei Mörsach

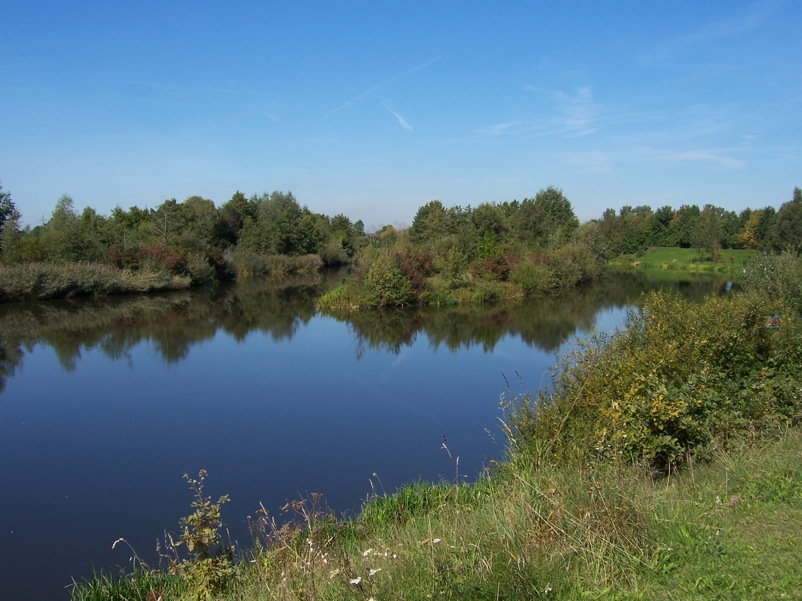
Altmühlzuleiter bei Gern

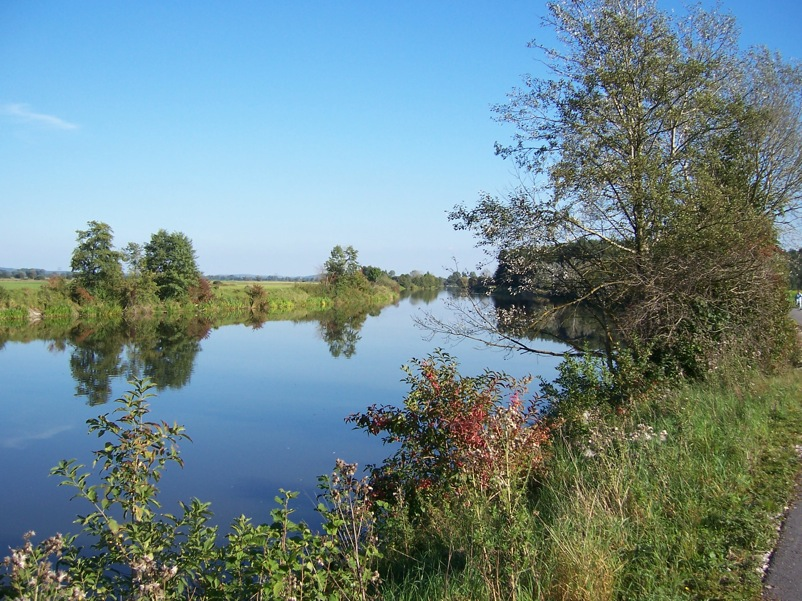
Altmühlzuleiter bei Muhr am See

Der Altmühlzuleiter ist ein etwa 4,7 Kilometer langer, in den 1970er Jahren geschaffener künstlicher Wasserlauf, mit dem bei Hochwasser in der Nähe der Ortschaft Gern bei Ornbau im Landkreis Ansbach der am Altmühlsee vorbei fließenden Altmühl Wasser entnommen und dem Altmühlsee nahe Streudorf bei Gunzenhausen im Landkreis Weißenburg-Gunzenhausen zugeführt wird. Der Zuleiter ist in der Regel gut 50 Meter breit und etwa zwei Meter tief. Altmühlzuleiter, Altmühlsee und Altmühlüberleiter dienen der Donau-Main-Überleitung.
Bei normalem Wasserstand fließt das Wasser der Altmühl nicht durch den Altmühlsee, sondern wird in einem beim Bau des Sees neu angelegten Flussbett an diesem nördlich und östlich vorbeigeleitet. Der Altmühlzuleiter bildet die südliche Begrenzung der Wiesmet.